# San Sebastián de los Ballesteros
San Sebastián de los Ballesteros er en by og kommune i det sydlige Spanien i provinsen Córdoba. Den har et indbyggertal på 854 (2024) indbyggere.